# Folembray

Folembray este o comună în departamentul Aisne din nordul Franței. În 1 ianuarie 2022 avea o populație de 1.362 de locuitori.